# Venezillo oaxacanus
Venezillo oaxacanus là một loài chân đều trong họ Armadillidae. Loài này được Van Name miêu tả khoa học năm 1936.